# الطيب زيتوني (1956)
الطيب زيتوني سياسي جزائري، كان وزيرًا للمجاهدين من 2014 حتى 2017 ومن 2017 حتى 2021.

## سيرته
ولد الطيب زيتوني في 24 سبتمبر 1956 في مدينة وهران، حاصل على شهادة ليسانس في الحقوق، ترأس المجلس البلدي (PCA) لمدينة وهران: 1997-2002، مدير المجاهدين لولاية وهران، و مستغانم وتلمسان ومعسكر، وعضو مؤسس في المنظمة الوطنية للأطفال الشهداء قبل توليه وزارة المجاهدين.